# أحمد سعيد (سياسي)
أحمد سعيد (بالأردوية: سعید احمد)‏ (بالإنجليزية: Saeed Ahmad)‏ هو شخصية أعمال وسياسي باكستاني، ولد في 1 نوفمبر 1941 وتوفي 28 سبتمبر 2018.

## حياته المهنية
كان (شودري أحمد سعيد) الرئيس السابق للناقل الوطني الباكستاني، الخطوط الجوية الدولية الباكستانية. وقد استقال من هذا المنصب عام 2005. كما شغل منصب رئيس مجلس الإدارة السابق لبنك زراي الطرقياتي المحدود.وكان رئيسًا لمستشفى شالمار. وشغل منصب رئيس مجلس الإدارة والمدير لشركة سيرفيس اندستريز ليمتد وهي مجمعة مقرها باكستان تتعامل في تصنيع وتجارة الأحذية والمنسوجات بالتجزئة. كان شقيقه شودري أحمد مختار عضوًا في مجلس الوزراء من حزب الشعب الباكستاني. وكان صهره عامر علي أحمد هو نائب المفوض السابق ورئيس المفوضين الحالي إسلام أباد وكذلك رئيس CDA. عمل صهره الثاني، مصطفى رمدي، كمحامي عام للبنجاب، وصهره الآخر مالك أمين أسلم، مستشارا لرئيس الوزراء عمران خان.
أخذ أحمد سعيد الخطوط الجوية الباكستانية الدولية إلى مستوى جديد تمامًا. كان رجلًا معروفًا في العديد من الصناعات بسبب نجاحه. ويقال عنه بأنه كان معروفا بدعم مئات المؤسسات المحتاجة والتبرع بسخاء من أجل رفاهية باكستان. فقد تبرع لكلية فورمان كريستيان. وهي الكلية التي درس فيها، وكان يقدم للأطفال المحتاجين الأحذية الجديدة التي يصنعها، وغيرها من الأعمال الخيرية التي ذاع صيتها.

## العمل السياسي
تم انتخاب أحمد سعيد عضوا في مجلس مقاطعة السند بي إس 12 كراتشي (ويست آي إكس) وقد انضم خلال فترته النيابية ‏ (13 أغسطس 2018 )  للكتلة البرلمانية حركة الإنصاف الباكستانية وانتخب عضو مجلس مقاطعة البنجاب عن دائرة بي بي 121 (توبا تيك سينج-آي في).

## وفاته
كان أحمد سعيد يعاني من مشاكل في القلب وأمراض أخرى. لم يتم تحديد السبب الفعلي لوفاته من قبل الأطباء. يقول معظمهم إنه مات بسبب فشل عضوي متعدد. توفي في "مستشفى جامعة الآغا خان"، كراتشي يوم الجمعة ، 28 سبتمبر 2018. وأم صلاة الجنازة القاضي (السابق) خليل الرحمن رمضان. 